# Annibaldo Annibaldi

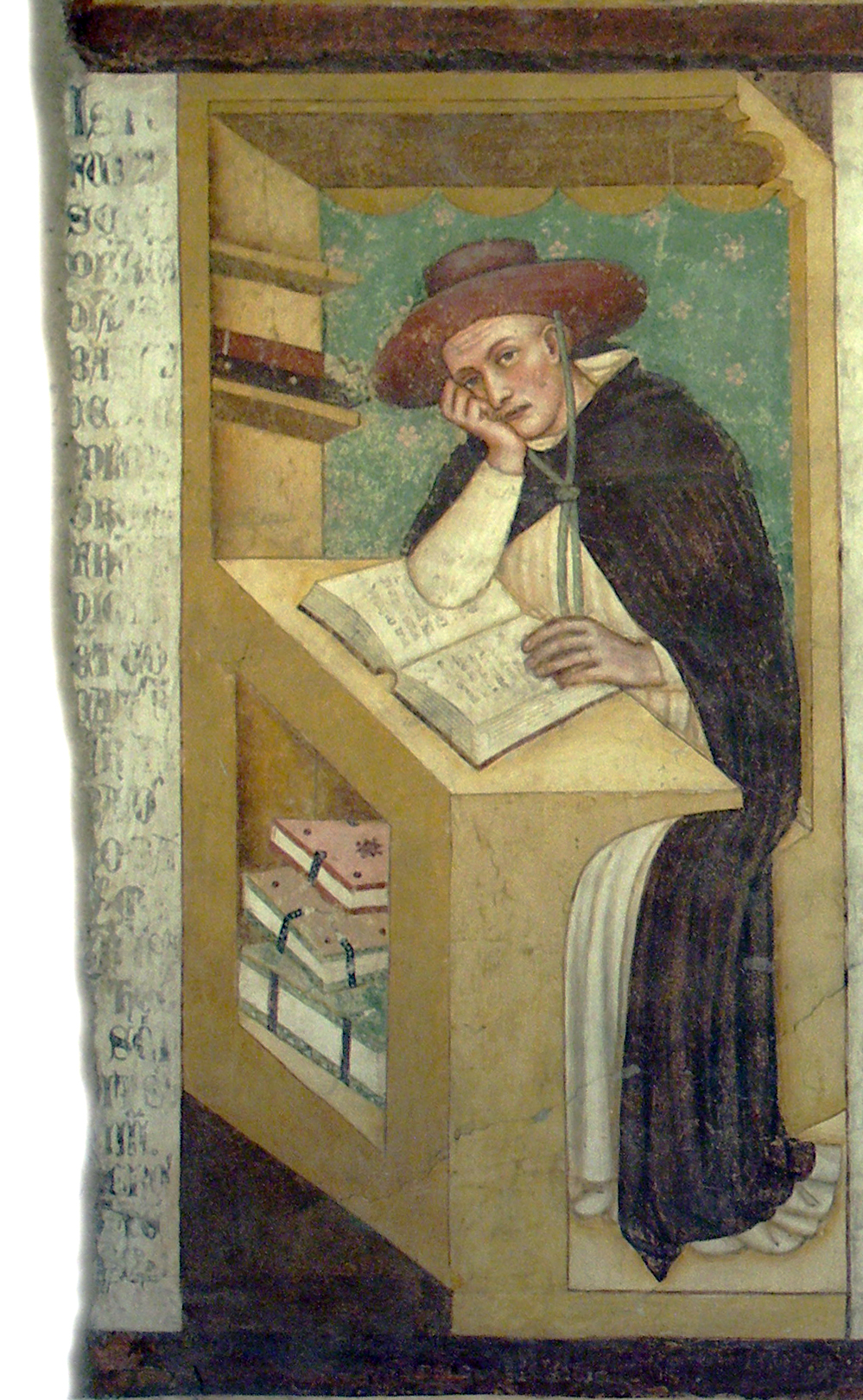

Annibaldo Annibaldi (* zwischen 1220 und 1230; † 1. September 1271/1272 in Rom) war ein italienischer Dominikaner und Theologe.
Annibaldo wurde in die Familie der römischen Senatorenfamilie Annibaldo geboren. Er war Neffe von Riccardo Annibaldi. 1253 trat er in das Kloster von Santa Sabina ein. Später wurde er um 1255 zum Studium Generale nach Paris geschickt, um dort Magister zu werden.
In Paris schloss Annibaldo eine enge Freundschaft mit Thomas von Aquin und wurde dessen Nachfolger als Studienregent im Kloster St. Jakob.
Nach anderen Überlieferung wurde er 1246 von Innozenz IV. nach Rom berufen, um den Posten des Meisters des Heiligen Palastes zu bekleiden. Das Amt bekleidete er auch unter den Päpsten Alexander IV. und Urban IV.
1262 ernannte Papst Urban IV. ihn zum Kardinalpriester von Santi XII Apostoli. Als Clemens IV. 1265 das Königreich beider Sizilien an Karl I. von Anjou übergab, wurde Annibale an die Spitze der Kommission gestellt, die befugt war, mit dem Monarchen zu verhandeln. Der König erhielt in Rom die Investiturinsignien aus den Händen des Kardinals. Am 6. Januar 1266 salbte und krönte Annibale Karl I. feierlich in der Lateranbasilika in Rom, während der Papst in Perugia festgehalten wurde. Während der Vakanz 1270 nach dem Tod von Clemens IV. empfing Annibale Philipp III. von Frankreich und Karl I. in Viterbo.
Er nahm am berühmten und sehr langen Konklave von Viterbo teil, bei dem Papst Gregor X. gewählt wurde.
Er wurde zu Lebzeiten für sein Wissen und seine Tugenden hoch geschätzt. Thomas von Aquin widmete ihm seine Catena Aurea. Annibale schrieb neben mehreren kleinen theologischen Abhandlungen, die heute verloren sind, einen Kommentar zu den Sentenzen und Quod libeta, der dem heiligen Thomas zugeschrieben und zusammen mit seinen Werken in der Pariser Ausgabe von 1889 von Frette veröffentlicht wurde. Ein Manuskript im Karmeliterkloster in Paris nennt Annibale einen Karmeliter, der später Zisterzienserabt wurde. Doch Jacques Echard zeigt, dass im 12. oder 13. Jahrhundert kein Mann dieses Namens einem der beiden Orden angehörte.